# 伊東暁人
伊東 暁人（いとう あきと、1961年 - ）は日本の経営学者（経営情報システム論）。静岡大学・学術院人文社会科学領域：経済経営系列、教授。

## 概要
1961年東京都国立市に生まれる。1984年に静岡大学人文学部経済学科を卒業後、三井情報開発(現・三井情報）に入社し、1992年まで勤務した。その間、筑波大学大学院経営・政策科学研究科経営システム科学専攻（修士課程）を修了。
1992年4月、静岡大学に専任講師として採用され助教授を経て、現在は学術院人文社会科学領域経済経営系列の教授。おもに人文社会科学部経済学科（企業と経済分野）、大学院人文社会科学研究科経済専攻の教育を担当している。
また、横浜国立大学経済学部、東華大学(上海)や静岡精華短期大学、静岡福祉情報短期大学、静岡英和学院大学短期大学部、静岡市立静岡看護専門学校などの非常勤講師を務め、静岡県立大学大学院経営情報学研究科が設置した地域経営研究センターにはセンター員として参加した。地域情報化研究所では客員研究員に就任している。学会関連の公職としては、経営情報学会の理事等を務めている。
ネットデイ活動の賛同者であり、1999年には静岡県内の会社役員らとともに発起人の一人に名を連ね「ネットデイしずおか」を起ち上げた。この団体は、市民ボランティアの手で小中学校に学内LANを整備し、また、企業等で不要になったコンピュータを再利用し学校に設置する運動を進め、伊東は代表を務めていた。

## 略歴
- 1961年 東京都に誕生。
- 1984年 三井情報開発株式会社入社。
- 1991年 筑波大学大学院経営・政策科学研究科（経営システム科学専攻）修士課程修了。経営学修士。
- 1992年 三井情報開発株式会社退職。静岡大学人文学部に任用。
- 1996-97年 文部省派遣によりカナダ・アルバータ大学経営学部客員研究員。
- 1999-2016年 静岡市立静岡看護専門学校非常勤講師。
- 1999年 地域情報化研究所客員研究員。
- 1999年 ネットデイしずおか代表。
- 2003-2009年 静岡英和学院大学短期大学部非常勤講師。
- 2010年 スウェーデン・University of Gothenburg, School of Business, Economics and Law, Centre for Business Solutions客員研究員。
- 2015-2019年 静岡大学副学長（評価担当）

## 著作

### 編共著
- 浅利一郎・土居英二・藤岡光夫ほか著『はじめよう経済学のための情報処理――Excelによるデータ処理とシミュレーション』日本評論社、1998年。ISBN 4535551219
- 浅利一郎・山下隆之・榎本正博ほか著『はじめよう経済学のための情報処理――Excelによるデータ処理とシミュレーション』改訂新版、日本評論社、2004年。ISBN 978-4535553316
- 浅利一郎・山下隆之・石橋太郎ほか著『はじめよう経済学のための情報処理――Excelによるデータ処理とシミュレーション』第３版、日本評論社、2008年。ISBN 978-4-535-55543-3
- 山下隆之・石橋太郎・上藤一郎ほか著『はじめよう経済学のための情報処理――Excelによるデータ処理とシミュレーション』第4版、日本評論社、2014年。ISBN 978-4-535-55808-3
- 山下隆之・石橋太郎・上藤一郎ほか著『はじめよう経済学のための情報処理――Excelによるデータ処理とシミュレーション』第5版、日本評論社、2022年。ISBN 978-4-535-54034-7
- 近昭夫・土居英二・浅利一郎ほか著『統計・企業情報データベースと経済分析』、青木書店、1996年。ISBN 978-4-250-96003-1
- 岸眞理子・相原憲一ほか著『情報技術を活かす組織能力 ＩＴケイパビリティの事例研究』、中央経済社、2004年。ISBN 978-4502374609
- 田島慶吾編『現代の企業倫理』、大学教育出版、2007年。ISBN 978-4-88730-742-1
- 木嶋恭一・岸眞理子ほか著『経営情報学入門』、放送大学教育振興会、2019年。ISBN 978-4-595-31951-8
- 伊東暁人編著『現代社会と企業』、学術図書出版社、2021年。ISBN 978-4-7806-0871-7
- 岸眞理子・佐藤亮ほか著『経営情報学入門(新訂)』、放送大学教育振興会、2023年。ISBN 978-4-595-32410-9